# 天神川 (神戸市)
天神川（てんじんがわ）は、神戸市東灘区西部を流れる二級河川。表六甲河川群の一つ。西は石屋川、東は完全に暗渠となった西獺川が平行する。

## 流路
赤塚山と呼ばれる、現在は住宅地となった一帯からの湧水が弓弦羽の瀧となって落下し、日音寺境内を通り、住吉山手4丁目10番で支流を合わせる。住宅地に深い谷を刻んで南南西方向へ流れた後は深田池の近辺で道路の下に潜る。暗渠は同池の東を通り、阪急電鉄御影駅の東で阪急神戸線の地下を通る。駅南の「阪急御影」バス停で再び地上に現れ、山手幹線まで南流し、再び暗渠となる。暗渠は弓場線の下を放水路としてそのまま海へ流れると共に、本流が御影中町6丁目で真横（東から西）に流れ出てそのまま直進してきた支流西川と90度の角度で合流する。真横に流れる部分は複数個所あり、これは条里制で人為的に川を曲げた事によるとされ（道谷、1989年）、同区高橋川の支流要玄寺川にも同様の地形がある。天神川は国道2号大手前交差点の南で2度目の横流をし、弘隆寺で再び90度曲がって、南流に復す。御影小学校の東を流れて、阪神本線を潜った先で、3度目の横流。そこからは徐々に南へ方向を戻しながら石屋川に数十mの地点まで寄り添って、最終的には石屋川河口から約100m東で大阪湾に浮かぶ人工島東部第一工区（灘浜東町）・第二工区（御影浜町・住吉浜町）の間に注ぐ。二級河川の指定上流端は神戸市東灘区住吉町赤塚山。以下は天神川放水路に指定され、旧流路は普通河川として扱われる。

### 弓弦羽の瀧
一名龍王山大瀧、又は稲妻の瀧。住宅開発で水量は衰え、阪神大水害により滝壷が埋まって形を変えたが、かつてはこの滝を最大として大小12の滝があったと伝えられる。徳本庵（上人寺とも、白鶴美術館の横にあったが、大水害で消滅。現在の徳本寺）の上人が行場とし、一般里人の間にも滝に打たれて行したり、病気平療の祈祷を籠めるものが少なくなかった。大正時代には白山大権現など多数の石碑が建てられた修験場として栄え、上人寺第六代住職弘譽が一帯を甲南園と称して開拓しようとしたが大正6年に志半ばで没した。